# Agesipolis III.
Agesipolis III. (altgriechisch Ἀγησίπολις Agēsípolis; * um 230 v. Chr.; † um 183 v. Chr.) war der letzte spartanische König aus dem Hause der Agiaden. Er war der Sohn von Agesipolis, dem ältesten Sohn von Kleombrotos II.
Als König Kleomenes III. 222 v. Chr. aus Sparta fliehen musste, blieb der Thron zunächst unbesetzt. Erst als Kleomenes III. 219 v. Chr. im Exil in Alexandria nach einem erfolglosen Aufstandsversuch Selbstmord verübte, wurden neue Könige eingesetzt. Während Lykurgos der neue König der Eurypontiden wurde, war Agesipolis, der Sohn von Kleombrotos II., bereits gestorben. Deshalb trat dessen Sohn Agesipolis auf Veranlassung der Ephoren Spartas die Regierung der Agiaden an. Da er noch ein Kind war, wurde sein Onkel Kleomenes sein Vormund.
215 v. Chr. wurde Agesipolis abgesetzt und musste fliehen, und Lykurgos bemächtigte sich der Macht beider Königshäuser. 195 v. Chr. war Agesipolis der Anführer einer Gruppe von Exil-Lakedaimoniern, die die Römer unter Titus Quinctius Flamininus im Kampf gegen den Tyrannen Nabis unterstützten und hierdurch die Rückkehr nach Sparta zu erlangen hofften. Um 183 v. Chr. wurde Agesipolis zusammen mit Arkesilaos als Abgesandter der im Exil lebenden Spartanern nach Rom geschickt. Sie wurden jedoch von Piraten gefangen genommen und getötet.